# Volby do Evropského parlamentu v Maďarsku 2019
Volby do Evropského parlamentu 2019 se v Maďarsku uskutečnily v neděli 26. května v rámci celoevropských voleb do Evropského parlamentu. Jejich konání v tomto termínu vyhlásil republikový prezident János Áder. Drtivě v nich zvítězila vládní koalice Fidesz – KDNP, která získala 52,33 % hlasů a 13 z 21 mandátů.

## Volební systém
Volby do Evropského parlamentu jsou jednokolové. Kandidátní listinu pro eurovolby může podat pouze fungující a registrovaná politická strana nebo hnutí, kterou svým podpisem podpoří nejméně 20 000 občanů Maďarska s volebním právem. Na základě volebních výsledků byly poslanecké mandáty přerozděleny D'Hondtovou metodou mezi ty politické strany a hnutí, které získaly alespoň 5 % a více všech platných hlasů. Nově zvolený Evropský parlament má v 9. volebním období (2019–2024) celkem 751 mandátů, přičemž Maďarsko v něm má stejně jako doposud 21 zástupců.

## Kandidatura
Pro tyto volby se u Nemzeti Választási Bizottság (NVB) úspěšně zaregistrovalo celkem 9 politických stran, hnutí a koalic.

### Kandidující subjekty
| č. |  | Politický subjekt                                                                    | Politická skupina EP | Evropská strana | Počet kandidátů (2019) | Volební program                                    | Volební výsledek EP 2014 | Počet mandátů 2014–2019 |
| -- |  | ------------------------------------------------------------------------------------ | -------------------- | --------------- | ---------------------- | -------------------------------------------------- | ------------------------ | ----------------------- |
| 1. |  | Maďarská socialistická strana (MSZP) Dialog za Maďarsko (Párbeszéd)                  | S & D G-EFA          | PES EGP         | 48                     | Haza. Szeretet. Európa.                            | 10,90 % 7,25 %           | 2 1                     |
| 2. |  | Strana maďarského dvouocasého psa (MKKP)                                             | žádná                | žádná           | 6                      | Ingyen sör Európában is, bevándorlás, kivándorlás. | —                        | 0                       |
| 3. |  | Hnutí za lepší Maďarsko (JOBBIK)                                                     | Nezařazení           | AENM            | 21                     | Biztonságos Európát, szabad Magyarországot!        | 14,67 %                  | 3                       |
| 4. |  | Fidesz – Maďarská občanská unie (Fidesz) Křesťanskodemokratická lidová strana (KDNP) | EPP                  | EPP             | 63                     | Nekünk Magyarország az első.                       | 51,48 %                  | 11 1                    |
| 5. |  | Momentum Mozgalom (Momentum)                                                         | žádná                | ALDE            | 21                     | Ne adjuk a jövőnket!                               | —                        | 0                       |
| 6. |  | Demokratická koalice (DK)                                                            | S & D                | PES             | 36                     | Európa, MARADUNK!                                  | 9,75 %                   | 2                       |
| 7. |  | Hnutí Naše vlast (Mi Hazánk)                                                         | žádná                | žádná           | 63                     | A Mi Hazánk Európája.                              | —                        | 0                       |
| 8. |  | Maďarská dělnická strana (Munkáspárt)                                                | žádná                | žádná           | 5                      | Legyen Európa a miénk!                             | —                        | 0                       |
| 9. |  | Politika může být jiná (LMP)                                                         | G-EFA                | EGP             | 28                     | Európa zöld lesz, vagy nem lesz!                   | 5,04 %                   | 1                       |

### Kandidátní listiny
Zvolení europoslanci jsou vyznačeni tučně (in bold).
| Fidesz–KDNP | Jobbik | MSZP–Párbeszéd | DK |
| --- | --- | --- | --- |
| 1. László Trócsányi (Fidesz) 2. József Szájer (Fidesz) 3. Lívia Járóka (Fidesz) 4. Tamás Deutsch (Fidesz) 5. András Gyürk (Fidesz) 6. Kinga Gál (Fidesz) 7. György Hölvényi (KDNP) 8. Enikő Győri (Fidesz) 9. Ádám Kósa (Fidesz) 10. Andrea Bocskor1 (Fidesz/UMDSZ) 11. Andor Deli2 (Fidesz/VMSZ) 12. Balázs Hidvéghi (Fidesz) 13. Edina Tóth (Fidesz) 14. István Kovács (Fidesz) 15. Norbert Erdős (Fidesz) 16. Balázs Rákossy (Fidesz) 17. Tamás Schanda (Fidesz) 18. Csaba Faragó (Fidesz) 19. Nóra Király (Fidesz) 20. József Ékes (Fidesz) 21. Gergely Losonci (Fidesz) | 1. Márton Gyöngyösi 2. Zoltán Balczó 3. Péter Jakab 4. Tibor Bana 5. Dániel Zsiga-Kárpát 6. Koloman Brenner 7. László György Lukács 8. Ágnes Szalayné Pánczél 9. Róbert Dudás 10. Szabolcs Szalay 11. Marcell Gergely Tokody 12. Erzsébet Soós Antalné Molnár 13. Tamás Gergő Samu 14. János Bencsik 15. Márk Kósi 16. Balázs Szabó 17. Dávid Attila Kovács 18. Patrik Schwarcz-Kiefer 19. Péter Völgyi 20. Gábor Szabó 21. Tamás Sneider | 1. Bertalan Tóth (MSZP) 2. István Ujhelyi (MSZP) 3. Tibor Szanyi (MSZP) 4. Benedek Jávor (Párbeszéd) 5. Kata Tüttő (MSZP) 6. Szabolcs Fazekas (MSZP) 7. Dániel Kálló (MSZP) 8. Gábor Harangozó (MSZP) 9. Dávid Dorosz (Párbeszéd) 10. Zita Gurmai (MSZP) 11. Barnabás Mester (MSZP) 12. Tímea Szabó (Párbeszéd) 13. László Andor (MSZP) 14. László Kovács (MSZP) 15. Zsolt Szabó (Párbeszéd) 16. Balázs Bárány (MSZP) 17. Edit Herczog (MSZP) 18. András Béres (Párbeszéd) 19. Gyula Hegyi (MSZP) 20. Tamás Csige (MSZP) 21. Rebeka Szabó (Párbeszéd) | 1. Klára Dobrev 2. Csaba Molnár 3. Sándor Rónai 4. Attila Ara-Kovács 5. Jácint Horváth 6. Mátyás Eörsi 7. Judit Ráczné Földi 8. László Sebián-Petrovszki 9. Tímea Glázer 10. Miklós Király 11. János Zsolt Mezei 12. Viktor Szuhai 13. Zoltán Gábor Szabó 14. Dominik Réger-Dallos 15. Rozi Koromné Fenyvesi 16. Zoltán Ferenc Szabó 17. Erik Ferenc Konczer 18. Gábor Kondé 19. Ágnes Jolán Deákné Ződi 20. István Hordós 21. Deák Istvánné |

1: kandidátka za maďarskou menšinu v regionu Kárpátalja, Ukrajina.

2: kandidát za maďarskou menšinu v regionu Vajdaság, Srbsko.

| Momentum | LMP | Mi Hazánk | MKKP | Munkáspárt                                                                                        |
| --- | --- | --- | --- | ------------------------------------------------------------------------------------------------- |
| 1. Katalin Cseh 2. Anna Júlia Donáth 3. Balázs Nemes 4. Tamás Csillag 5. Barnabás Kádár 6. Gábor Kerpel-Fronius 7. Diána Kimmer 8. Anikó Paróczai 9. Alexandra Daám 10. Péter Tabajdi 11. Tamás Menyhárt 12. Szabolcs Sóber 13. Zsuzsanna Bárdi 14. Richárd Retezi 15. Álmos Molnár 16. Éva Sebők 17. Bendegúz Szarvas Koppány 18. Dániel Berg 19. György Buzinkay 20. Miklós Hajnal 21. András Fekete-Győr | 1. Gábor Vágó 2. Márta Demeter 3. János Kendernay 4. József Kóbor 5. Máté Kanász-Nagy 6. Szabolcs Turcsán 7. Tamás Jakabfy 8. Mária Szabóné Szendefy 9. Gábor Hanák 10. István Ferenczi 11. Szilvia Lengyel 12. Gábor Rácz 13. Zsuzsanna Éva Fehér 14. László Perneczky 15. László Mizsei 16. Dániel Pitz 17. Krisztina Fábián 18. Simon Gergely Császár 19. Gabriella Zagyva 20. László Józsa 21. Tibor Rapai | 1. László Toroczkai 2. Dóra Dúró 3. János Árgyelán 4. Gyula Popély 5. Tibor Gulya 6. Gábor Ferenczi 7. Zsuzsanna Fiszter 8. András Grundtner 9. György Dorogi 10. János Czeglédi 11. Zoltán Nagy 12. Zoltán Pakusza 13. Gergő Ferencz 14. Sándor Angyalosi 15. Károly Császár 16. László Boda Bánk 17. Szilárd Juhász 18. Dániel Faragó 19. Sándor Mészáros 20. István Boros 21. Csaba Kelemen | 1. Zsuzsanna Döme 2. Gergely Kovács 3. Veronika Juhász 4. Zsolt Victora 5. Gábor Fűrész 6. Sándor Bodor | 1. Gyula Thürmer 2. Zsolt István Fehérvári 3. Dávid Kalmár 4. Zsuzsanna Frankfurter 5. János Koch |

## Předvolební průzkumy
| Datum                     | Zdroj                                                    | Fidesz–KDNP | Fidesz–KDNP | Jobbik | Jobbik | MSZP–PM | MSZP–PM | DK    | DK  | Momentum | Momentum | LMP  | LMP | MKKP | MKKP | Mi Hazánk | Mi Hazánk |
| Datum                     | Zdroj                                                    | %           | M.          | %      | M.     | %       | M.      | %     | M.  | %        | M.       | %    | M.  | %    | M.   | %         | M.        |
| ------------------------- | -------------------------------------------------------- | ----------- | ----------- | ------ | ------ | ------- | ------- | ----- | --- | -------- | -------- | ---- | --- | ---- | ---- | --------- | --------- |
| 6. únor 2019              | EP Archivováno 21. 2. 2019 na Wayback Machine.           | 49,3        | 13          | 15,5   | 4      | 13,3    | 3       | 7,2   | 1   | 5        | 0        | 4,5  | 0   | 3,7  | 0    | 1,2       | 0         |
| 3. – 10. únor 2019        | Závecz                                                   | 49          | -           | 14     | -      | 12      | -       | 9     | -   | 4        | -        | 4    | -   | 2    | -    | 2         | -         |
| 5. – 15. únor 2019        | EP                                                       | 53          | 14          | 13,3   | 3      | 12,3    | 3       | 8,3   | 2   | 3,7      | 0        | 4,7  | 0   | 1,7  | 0    | 2         | 0         |
| 31. leden – 22. únor 2019 | Nézőpont                                                 | 54          | 14          | 13     | 3      | 11      | 2       | 6     | 1   | 4        | 0        | 5    | 1   | 4    | 0    | 3         | 0         |
| 28. únor – 3. březen 2019 | Idea Intézet                                             | 47          | -           | 17     | -      | 10      | -       | 9     | -   | 4        | -        | 3    | -   | 4    | -    | 2         | -         |
| 13. – 20. březen 2019     | Publicus                                                 | 52          | 13          | 16     | 3      | 15      | 3       | 6     | 1   | 6        | 1        | 3    | 0   | -    | -    | -         | -         |
| 26. březen 2019           | Závecz                                                   | 50          | -           | 14     | -      | 13      | -       | 9     | -   | 5        | -        | 4    | -   | 1    | -    | 2         | -         |
| 1. – 28. březen 2019      | Nézőpont Archivováno 13. 8. 2019 na Wayback Machine.     | 56          | 14          | 12     | 3      | 11      | 2       | 6     | 1   | 4        | 0        | 5    | 1   | 4    | 0    | 2         | 0         |
| březen 2019               | Závecz                                                   | 50          | -           | 14     | -      | 13      | -       | 9     | -   | 5        | -        | 4    | -   | 1    | -    | 2         | -         |
| 29. – 1. duben 2019       | Idea Intézet                                             | 48          | -           | 14     | -      | 12      | -       | 9     | -   | 6        | -        | 4    | -   | 3    | -    | 2         | -         |
| březen – duben 2019       | Medián                                                   | 53          | -           | 11     | -      | 12      | -       | 8     | -   | 5        | -        | 7    | -   | 2    | -    | -         | -         |
| duben 2019                | Závecz                                                   | 53          | -           | 12     | -      | 12      | -       | 9     | -   | 4        | -        | 4    | -   | 2    | -    | 2         | -         |
| 10. – 21. duben 2019      | Századvég                                                | 54          | -           | 14     | -      | 10      | -       | 9     | -   | 4        | -        | 4    | -   | -    | -    | 2         | -         |
| 15. – 25. duben 2019      | Závecz                                                   | 57          | -           | 6      | -      | 13      | -       | 11    | -   | 5        | -        | 4    | -   | 2    | -    | 1         | -         |
| 1. – 26. duben 2019.      | Nézőpont                                                 | 57          | 14          | 10     | 2      | 10      | 2       | 8     | 2   | 5        | 1        | 4    | 0   | 2    | 0    | 2         | 0         |
| 2. – 6. květen 2019       | Idea Intézet Archivováno 13. 5. 2019 na Wayback Machine. | 50          | -           | 13     | -      | 12      | -       | 9     | -   | 3        | -        | 5    | -   | 2    | -    | na.       | -         |
| 4. – 14. květen 2019      | Závecz                                                   | 53          | -           | 12     | -      | 12      | -       | 11    | -   | 4        | -        | 5    | -   | 2    | -    | 2         | -         |
| květen 2019               | Nézőpont                                                 | 54          | 13          | 10     | 2      | 10      | 2       | 10    | 2   | 6        | 1        | 5    | 1   | 3    | -    | 2         | -         |
| 15. květen 2019           | MR center Archivováno 26. 5. 2019 na Wayback Machine.    | 42,1        | 12          | 9,8    | 2      | 9,5     | 2       | 8,3   | 2   | 6,2      | 1        | 1,8  | -   | 3,5  | -    | 8,3       | 2         |
| 10. – 18. květen 2019     | Századvég                                                | 54,8        | 14          | 9,7    | 2      | 7,5     | 1       | 11,8  | 3   | 6,5      | 1        | 3,2  | -   | na.  | -    | 3,2       | -         |
| 15. – 18. květen 2019     | Medián Archivováno 23. 5. 2019 na Wayback Machine.       | 52          | 13          | 11,5   | 3      | 10,5    | 2       | 10    | 2   | 5,5      | 1        | 4    | -   | 3    | -    | 3         | -         |
| 16. – 22. květen 2019     | Publicus Archivováno 14. 9. 2019 na Wayback Machine.     | 52          | 14          | 13     | 2      | 13      | 2       | 11    | 2   | 6        | 1        | 4    | -   | 1    | -    | 1         | -         |
| 24. květen 2019           | Politico                                                 | 55,08       | 14          | 9,53   | 2      | 8,51    | 2       | 10,68 | 2   | 6,02     | 1        | 3,34 | -   | 3    | -    | 1,53      | -         |
| 25. květen 2019           | Nézőpont Archivováno 25. 5. 2019 na Wayback Machine.     | 55          | 13-14       | 9      | 2      | 10      | 2       | 11    | 2-3 | 7        | 1        | 3    | -   | 2    | -    | 3         | -         |

## Výsledky

### Volební účast
| 26. květen 2019 | 26. květen 2019 | 26. květen 2019  |
| --------------- | --------------- | ---------------- |
| 7:00            | 1,48%           | 116 491 voličů   |
| 9:00            | 7,78%           | 612 414 voličů   |
| 11:00           | 17,16%          | 1 351 049 voličů |
| 13:00           | 24,01%          | 1 890 587 voličů |
| 15:00           | 30,52%          | 2 402 545 voličů |
| 17:00           | 37,06%          | 2 917 423 voličů |
| 18:30           | 41,76%          | 3 285 687 voličů |
| 19:00           | 43,37%          | 3 442 294 voličů |

### Volební výsledky a přerozdělení mandátů
| Politický subjekt | Politický subjekt                                                                    | Hlasy     | Hlasy  | Mandáty | Mandáty | Mandáty |
| Politický subjekt | Politický subjekt                                                                    | počet     | %      | počet   | %       | změna   |
| ----------------- | ------------------------------------------------------------------------------------ | --------- | ------ | ------- | ------- | ------- |
|                   | Fidesz – Maďarská občanská unie – Křesťanskodemokratická lidová strana (Fidesz–KDNP) | 1 795 013 | 52,33% | 13      | 61,90%  | ▲ +1    |
|                   | Demokratická koalice (DK)                                                            | 555 258   | 16,19% | 4       | 19,06%  | ▲ +2    |
|                   | Momentum Mozgalom (Momentum)                                                         | 339 195   | 9,89%  | 2       | 9,52%   | ▲ +2    |
|                   | Maďarská socialistická strana – Dialog za Maďarsko (MSZP–Párbeszéd)                  | 228 333   | 6,66%  | 1       | 4,46%   | ▼ -2    |
|                   | Hnutí za lepší Maďarsko (JOBBIK)                                                     | 219 715   | 6,41%  | 1       | 4,46%   | ▼ -2    |
|                   | Hnutí Naše vlast (Mi Hazánk)                                                         | 113 676   | 3,31%  | 0       | 0%      | ▬       |
|                   | Strana maďarského dvouocasého psa (MKKP)                                             | 89 863    | 2,62%  | 0       | 0%      | ▬       |
|                   | Politika může být jiná (LMP)                                                         | 74 704    | 2,18%  | 0       | 0%      | ▼ -1    |
|                   | Maďarská dělnická strana (Munkáspárt)                                                | 14 406    | 0,42%  | 0       | 0%      | ▬       |
|                   | neplatné hlasy                                                                       | 17 617    | 0,51%  | —       | —       | —       |
| CELKEM            | CELKEM                                                                               | 3 442 294 | 100%   | 21      | 100%    | ▬       |

### Politické skupiny v Evropské parlamentu
| Frakce (Politická skupina Evropského parlamentu) | Frakce (Politická skupina Evropského parlamentu)   | Mandáty | Mandáty | Politické subjekty |
| Frakce (Politická skupina Evropského parlamentu) | Frakce (Politická skupina Evropského parlamentu)   | počet   | změna   | Politické subjekty |
| ------------------------------------------------ | -------------------------------------------------- | ------- | ------- | ------------------ |
|                                                  | Evropská lidová strana (EPP)                       | 13      | ▲ +1    | Fidesz, KDNP       |
|                                                  | Pokrokové spojenectví socialistů a demokratů (S&D) | 5       | ▲ +1    | DK, MSZP           |
|                                                  | Aliance liberálů a demokratů pro Evropu (ALDE)     | 2       | ▲ +2    | Momentum           |
|                                                  | Nezařazení (NA)                                    | 1       | ▼ -2    | Jobbikk            |
|                                                  | Zelení – Evropská svobodná aliance (Greens – EFA)  | 0       | ▼ -2    | LMP, Párbeszéd     |